# Welsumi
A welsumi egy tyúkfajta. 
| Súly                            | kakas                           | 3-3,5 kg     |
|                                 | tojó                            | 2-2,5 kg     |
|                                 |                                 |              |
| Gyűrűméret                      | kakas                           | 20 mm        |
|                                 | tojó                            | 18 mm        |
|                                 |                                 |              |
| A tenyésztojás minimális tömege | A tenyésztojás minimális tömege | minimum 65 g |
|                                 |                                 |              |
| A tojás színe                   | A tojás színe                   | sötétbarna   |

## Rövid leírás
A welsumi tekintélyes nagysága és kényelemszeretete ellenére temperamentumos és energetikus. Esztétikailag lenyűgöző látványt ad. Tojásaik hatalmasak, a kétéves tojó sokszor 80-90 grammos tojást rak. A szép sötétbarna tojást sokan szeretik. A kakasok hét, a tojók hat hónapos korukra érnek be.

## Történet
Hollandiai származású. Az Ijessl-tónál fekvő város neve Welsum, ahol 1911 óta vörösbarna polgári tyúkokat tenyésztettek. Ezeknek a tyúkoknak feltűnően nagy, sötétbarna tojásaik voltak. Az ős welsuminak két tipusa volt, egy légiesebb itáliai-szerű, és egy súlyosabb, robusztusabb típus, ami a maihoz hasonlít. Új helyi fajta jött létre a hazájában. Németországba az első welsumi tyúkok 1925-ben érkeztek, és csalódást okoztak a változó formáikkal. A német tenyésztők végül elérték az egységes formát, a barna tojáshéjszín megtartásával együtt, melyre nagyon gondosan ügyeltek.

## Leírása
Színei: rozsdafogolyszín és narancsszín. Törzse kiterjedt és mély, elnyúlt henger formájú. Hátvonala nyaktól kiindulva a dúsan tollas nyereg fölött halad lekerekítetten a farokba. Fontos a sima, lapos tollazattal megemelt hátvonal. A farok sarlótollának nem szabad túl hosszúnak lenni, mert akkor itáliainak hat. A farok tompa szögben hordott. A mell és has rész mély és széles. A combok erősek, közepesen hosszúak, és előre domborodnak. A szárnyak jól zártak legyenek, és szorosan simuljanak a testhez. A tojók széles, kiterjedt formája különösen jól érvényesül. A fűrésztaraj vége kövesse a tarkót anélkül hogy ráfeküdne. A taraj ne legyen túlzottan nagy. Az állebenyek is rövidek. A füllebenyek is kicsik és pirosak. A szem fénylő narancspiros.